# Erica (strokartonfabriek)
De Erica was tussen 1889 en 1971 een strokartonfabriek in Oude Pekela.

## Voorgeschiedenis

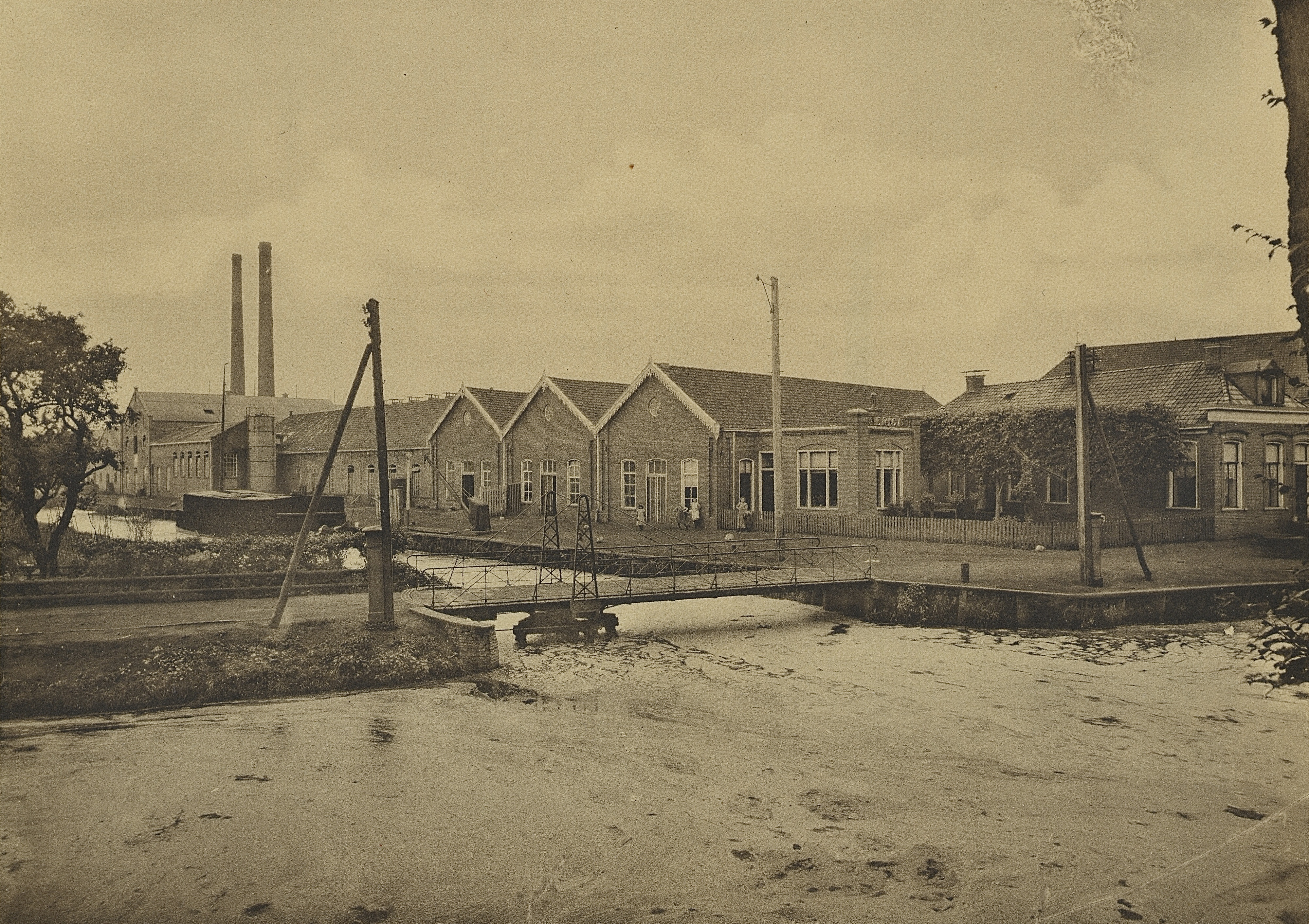
Erica, met op de voorgrond het Pekelderdiep

Naast de in Oude Pekela in 1887 reeds bestaande drie kartonfabrieken (Aastroom, Union en Neo Cartona) zou door de heren Feldbrugge en Schröder nog een strokartonfabriek worden opgericht. Dat waren althans de berichten die in december 1887 in deze plaats de ronde deden. Protesten tegen watervervuiling door het afvalwater van de fabriek bleven nagenoeg uit, maar in de aanloop naar de oprichting besloot de Christelijk Gereformeerde gemeente van Oude Pekela alvast beroep in te stellen bij Zijne Majesteit de Koning tegen een verleende vergunning voor het oprichten van een kartonfabriek op het erf van de heer Feldbrugge. Dit was in de nabijheid zijn van hun kerk, en zulks zou in strijd zijn met wettelijke bepalingen. Op het beroep werd door de Koning afwijzend beschikt. Op 20 juni 1888 werd de eerste spade in de grond gestoken voor de nieuw op te bowen kartonfabriek die Erica (heidebloempje) zou gaan heten.
In november van dat jaar werden de statuten van de naamloze vennootschap 'Stoomkartonfabriek Erica' goedgekeurd door de Koning. Het kapitaal bedroeg ƒ 80.000,- in 32 aandelen van ƒ 2.500,–, waarvan er reeds 28 waren opgenomen terwijl de overige vier binnen vijf jaar na het verlijden van de akte van oprichting moesten worden geplaatst. Tot eerste directeur van de Erica werd H.S. Schröder benoemd.

## De strokartonfabriek Erica in werking
Op 1 april 1889 werd de nieuwe fabriek in werking gesteld. De papiermachine, geleverd door de heer J.W. Erkens, fabrikant te Düren in het Duitse Rijnland, voldeed aan alle verwachtingen en het product viel volgens deskundigen zeer goed uit. Ongeveer 75 arbeiders hadden volop werk gekregen.
In 1893 stortte een gedeelte van de Erica in. Enkele machinedelen werden daardoor zodanig beschadigd dat de fabriek tijdelijk moest worden stilgelegd.
In 1894 werden er maatregelen bij de fabriek genomen om de rails van de tramweg in Oude Pekela over de brug over het Pekelderdiep te leggen zodat het vervoer van stro in het vervolg per tram kon geschieden. Tot nu toe geschiedde dit per schip en vrachtwagens.
De kartonproductie breidde zich gestaag uit. In 1896 werd besloten de Erica uit te breiden met één papierbaan.
In 1897 schreef men uit Oude Pekela: De fabricage van karton heeft te onzent in de laatste jaren een beduidende uitbreiding ondergaan, zó, dat binnenkort elf papierbanen in werking zullen zijn, waarmee in 1 jaar ongeveer 50 millioen kg. stro kunnen worden verwerkt. Tal van mannen vinden aan deze fabrieken geregeld werk en brood en daaronder zijn er, die door hun aan de fabrieken verworven kennis, het tot een verdienste hebben gebracht, die menig burger hen zou benijden. Technisch bekwame personen worden hier steeds nog meer gezocht. Ook onze handwerkslieden, welke zich voortdurend op de hoogte houden van de nieuwere wetenschap op hun arbeidsterrein, profiteren van de uitbreiding van ons fabriekswezen. Zo doet het aangenaam te weten, dat de nieuwe schoorsteen bij de Erica dezer dagen voltooid is door een onzer metselaars, die vóór deze nog geen dergelijk stuk werk had geleverd. Het is zijn eerste, maar het werk is zó goed, dat geen geroutineerde de bouwmeester Boets een aanmerking zou kunnen maken. Wij melden dit dan ook alleen in de hoop, dat meerderen zich zullen beijveren om hun kennis en veelal ook natuurlijke aanleg niet te laten verstompen, maar trachten door eigen hulp een betere positie te erlangen.

## Tegenspoed
Maar het ging de Erica niet altijd voor de wind. In maart 1898 trad plotseling slapte in de verkoop op. Ca. 20 mensen kregen ten gevolge hiervan ontslag.
De prijzen bedroegen eind 1898 gerst- ƒ 6,–, haver- ƒ8,–, tarwe- ƒ 9,– en roggestro ƒ 10,–, alles per 1.000 kilogram. In 1904 ging de directeur H.S. Schröder de Erica verlaten. In zijn plaats werd de heer Jacob Pieter Koerts benoemd.
In 1907 brak de koppelverbinding van een van de machines in de Erica. De productie van de fabriek moest opnieuw worden gestaakt en het gehele personeelsbestand kreeg ontslag met behoud van 50% loon.
In 1914 werd het 25-jarig bestaan van de fabriek herdacht. De directeur van de fabriek, de heer J.P. Koerts, deelde het personeel mee dat vanaf 1 mei van dat jaar de arbeidstijd verkort zou worden met zes uur per week en een fonds van ƒ 10.000,– was gevormd waaruit pensioen aan Ouden van Dagen en invaliden zou worden uitgekeerd. De fabriek had in 1914 een weekcapaciteit van 160 ton karton.
Het jaar daarop werd de heer Koerts, die tevens lid was van het college van Provinciale Staten van Groningen, benoemd tot directeur van de Noord-Nederlandse Oliefabriek te Groningen.
Hij werd in 1916 opgevolgd door de heer D.J. Wiersema, ingenieur te Hengelo, op dat moment reserve-officier te Schiedam.
Wiersma had het in zijn begintijd van directeur van de Erica niet gemakkelijk. In 1917 moest de fabriek wegens overproductie worden stopgezet. Pas ruim een jaar later werd weer met de vervaardiging van karton begonnen. In juli 1918 werd de fabriek bij onderhandse verkoop verkocht aan de heren S. Simons en Co., metaalhandelaars uit Oude Pekela. Nog datzelfde jaar werd de kartonfabriek eveneens ingericht als aardappeldrogerij en werd een nieuwe directeur aangezocht. Wiersma vertrok naar de firma Boeke en Huidekoper te Zwolle en werd daar filiaalchef. Maar ook de nieuwe directeur, J.H. Collignon, kreeg het niet gemakkelijk. In 1919 werd de fabriek opnieuw stopgezet. Alle arbeiders kregen ontslag. In 1920 werd de Erica als eerste van de kartonfabrieken weer in werking gesteld en werd het personeel (ca. 80 personen) weer aangenomen. Maar niet voor lang. In februari 1921 werd al het personeel opnieuw ontslag aangezegd. Het zag er in Oude Pekela met de industrie niet rooskleurig uit. Enkele maanden later was men weer aan het werk. Alleen maar in de Erica werd nu gewerkt. Al de overige groter en kleinere fabrieken waren inmiddels stopgezet. In Oude Pekela, dat grotendeels afhankelijk was van de strokartonproductie, waren nu meer dan 600 werklozen.
Omstreeks 1920 werd de fabriek voorzien van een kartonnage-afdeling.
Plusminus 1926 werd Albert Olthof directeur van de Erica. Alle kans op werk werd nu aangegrepen. Zo voerde men enige tijd de directie van de strokartonfabriek Neo Cartona uit Oude Pekela en huurde men fabrieken in Duitsland die buiten werking waren gesteld. Deze fabrieken zouden met spoed worden gereed gemaakt en drie van de vier aanwezige banen zouden beginnen met de productie. De verwachting was dat men in Duitsland ongeveer 250 ton (massa) per week zou kunnen produceren.
Maar of het zover is gekomen, is onduidelijk. Op 22 juli 1932 werd het personeel medegedeeld dat met ingang van 4 augustus van dat jaar alle arbeiders ontslag kregen. De moeilijkheden in de kartonindustrie werden steeds groter, waardoor het onmogelijk was de bedrijven in gang te houden.
Alsof de misère nog niet genoeg was, brandde in 1933 de gehele voorraad stro, vier à vijf miljoen kilogram, op.
In 1950 werd een nieuwe kartonnagefabriek, onder architectuur van het architectenbureau Kruijer uit Nieuwe Pekela gebouwd. De nieuwe kartonnagefabriek had een inhoud van 17.000 m³.
In 1965 verlamde een wilde staking de strokartonindustrie. Ook bij de Erica werd het werk neergelegd.
In 1969 werd de grootste, ooit in Nederland gebouwde stoomketel van 25 ton kilogram in de Erica in werking gesteld. Nog in 1970 nam het bedrijf de kartonnage-afdeling van coöperatieve strokartonfabriek De Vrijheid te Veendam over. Alles met de bedoeling de productie op te voeren en veilig te stellen.

## De ondergang
Ondanks de uitbreiding in 1970 nam onder de werknemers van het bedrijf de vrees toe dat de fabriek zou sluiten. Op 23 januari 1971 was het zover; het laatste karton liep in de Erica van de baan. De 78 personeelsleden werden ontslagen. De fabriek werd spoedig daarna verkocht. In hotel 'Het Gemeentewapen' vond op 30 mei 1972 de publieke verkoping plaats van de bedrijfsgebouwen, huizen en land van de N.V. Ericafabrieken. Enkele jaren later, in 1976, werd ook de naast de fabriek gelegen wijk gedempt en de brug gesloopt. In hetzelfde jaar werd de schoorsteenpijp van de voormalige fabriek opgeblazen. Dit op aandrang van de gemeente, omdat de bouwvallige schoorsteen, die 35 meter hoog was, gevaar opleverde voor de omgeving. De laatste restanten van de fabriek werden in 1982 opgeruimd.

## Directeuren van de "Erica"
- 1889-1904 – Hindericus Stephanus Schröder
- 1904-1915 – Jacob Pieter Koerts
- 1916-1918 – D.J. Wiersma
- 1919-192? – J.H. Collignon
- 1926-1961 – Albert Olthof